# Pac-Man 256
Pac-Man 256 — компьютерная игра жанра бесконечный раннер, разработанная Hipster Whale и 3 Sprockets. Издателем выступила Bandai Namco Entertainment. Название игры отсылает к известной ошибке целочисленного переполнения в Pac-Man, из-за которого в ней было только 256 уровней. Pac-Man 256 была выпущена на iOS и Android 20 августа 2015 года. Порт на PlayStation 4, Xbox One, Windows, macOS и Linux вышли 21 июня 2016 года.
В мае 2022 года на Windows, Nintendo Switch, PlayStation 4 и Xbox One вышел сборник Pac-Man Museum +.

## Игровой процесс
В Pac-Man 256 игроки берут под свой контроль Пак-Мэна. Персонаж движется по бесконечному лабиринту, собирая точки и бонусы, избегая при этом призраков. Игра заканчивается, когда Пак-Мэн касается призрака или его поглощает глюком, поднимающийся в нижней части экрана. Съедая 256 точек подряд, на карте появляется взрыв, убивающий всех врагов на экране. Наряду с синими гранулами, которые позволяют игроку поедать призраков, Пак-Мэн может собрать различные усиления, такие как лазеры, торнадо и клонирование, а также съесть фрукты, умножающие очки.
До версии 2.0 в игре использовалась система «кредитов», которая требовала использования одного кредита для покупки бонуса или оживления Пак-Мэна. Кредиты были заменены монетами, которые можно получить, выполняя миссии или собирая их в лабиринте.
В игре представлены темы, меняющие внешний вид уровня.
Версии для консолей и ПК содержат эксклюзивный режим многопользовательской игры до четырёх игроков. Внешний вид каждого Пак-Мэна можно настроить. Если один из игроков пойман призраком, союзники могут оживить его.
Каждый тип призраков ведёт себя по-разному: Блинки (красный) активно преследует Пак-Мэна, Пинки (розовый) бросается вперёд всякий раз, когда игрок попадает в его поле зрения, Инки (голубой) кружит по определённым областям, Клайд (оранжевый) движется вниз, Сью (фиолетовая) медленно движется горизонтально в направлении Пак-Мэна, Фанки (зелёная) двигается по горизонтальной линии группами по четыре, Спанки (серая) спит, однако просыпается, когда Пак-Мэн приближается, а Глитчи может телепортироваться во время погони за персонажем.

## Отзывы
| Сводный рейтинг       | Сводный рейтинг                         |
| Агрегатор             | Оценка                                  |
| --------------------- | --------------------------------------- |
| GameRankings          | 82,12 %                                 |
| Metacritic            | (iOS) 88/100 (PS4) 79/100 (XONE) 80/100 |
| Иноязычные издания    |                                         |
| Издание               | Оценка                                  |
| Destructoid           | 7/10                                    |
| Push Square           | [ 16 ]                                  |
| USgamer               | 4/5                                     |
| Русскоязычные издания |                                         |
| Издание               | Оценка                                  |
| PlayGround.ru         | [ 18 ]                                  |

Игра получила положительные отзывы. Крис Картер из Destructoid отметил, что Pac-Man 256 — «это Pac-Man с нетронутым классическим геймплеем, с добавлением элементов бесконечного раннера. Игра определённо имеет аудиторию. В ней есть некоторые ошибки, которые трудно игнорировать, но опыт интересный». Обозревая версию для мобильных устройств, издание Pocket Gamer написало: «Pac-Man 256 предлагает гораздо более сложную перспективу, чем подобные Crossy Road игры». Рецензент USgamer заключил: «Pac-Man 256 берёт геймплей оригинальной аркады и придаёт ему новый умный поворот, чтобы создать бесконечный раннер, в который очень весело играть. На первый взгляд он выглядит просто, но его игровой процесс обладает удивительной глубиной, которая делает его чертовски захватывающим и очень сложным для освоения».

### Награды и номинации
| Награда              | Категория                         | Результат | Примечание |
| -------------------- | --------------------------------- | --------- | ---------- |
| The Game Awards 2015 | Лучшая мобильная/портативная игра | Номинация | [ 19 ]     |

### Продажи
Летом 2018 года, благодаря уязвимости в защите Steam Web API, стало известно, что точное количество пользователей сервиса Steam, которые играли в игру хотя бы один раз, составляет 80 832 человек.